# Un pezzo da 20
Un pezzo da 20 (Twenty Bucks) è un film drammatico del 1993 diretto da Keva Rosenfeld interpretato da diversi attori noti, tra cui Linda Hunt, Brendan Fraser, Christopher Lloyd, Elisabeth Shue e David Schwimmer.

## Trama
Strutturato in episodi, le varie vicende che coinvolgono i personaggi, sono legate al viaggio di una banconota da 20 dollari che funge da filo conduttore tra i personaggi in una città americana attraverso vari passaggi da persona a persona, fino a quando non viene mandata al macero.

## Produzione
Il film, diretto da Keva Rosenfeld su una sceneggiatura di Endre Bohem e del figlio di questi, Leslie Bohem, che riprese e aggiornò la sceneggiatura del padre, risalente al 1935, fu prodotto da Jason Clark e Karen Murphy per la Big Tomorrow Productions e la CTHV e girato a Minneapolis (tra le location l'Aeroporto Internazionale di Minneapolis-Saint Paul) e a Saint Paul, nel Minnesota.

## Distribuzione
Il film fu distribuito con il titolo Twenty Bucks negli Stati Uniti dal gennaio del 1993 al cinema dalla Triton PicturesV.
Altre distribuzioni:
- in Francia nel settembre del 1993 (Deauville Film Festival)
- negli Stati Uniti il 22 ottobre 1993
- in Svezia il 10 giugno 1994
- in Ungheria il 25 gennaio 1995 (Húszdolláros komédia)
- in Australia il 14 marzo 1996 (in anteprima)
- negli Stati Uniti il 10 ottobre 1996 (Austin Film Festival)
- in Finlandia (20 taalaa)
- in Brasile (Cash - Em Busca do Dólar)
- in Polonia (Dwadziescia dolców)
- in Germania (Twenty Bucks - Geld stinkt nicht oder doch?)
- in Spagna (Vint dòlars)
- in Italia (Un pezzo da 20)

## Critica
Secondo MYmovies.it "alcune caratterizzazioni sono riuscite, altre meno. Christopher Lloyd brilla su tutti". Secondo Leonard Maltin il film è una "idea intrigante ma con un risultato superficiale e trascurabile".

## Promozione
Le tagline sono:
- "This is the fascinating chronicle of the life and times of a twenty dollar bill.".
- "What goes around, comes around. Even... Twenty Bucks.".
- "When you pass the buck, the last thing you expect is change.".

## Riconoscimenti
- Independent Spirit Awards
  - A Christopher Lloyd